# Plasa Marghita, județul Bihor
Plasa Marghita a fost una dintre cele douăsprezece plăși ale județul interbelic Bihor. Avea 43 sate și reședință de plasă era comuna Marghita.

## Demografie
La recensământul din 1930 au fost înregistrați 43.314 locuitori, dintre care 19.999 români (46,2%), 15.020 maghiari (34,7%), 4.926 cehi și slovaci (11,4%), 2.233 evrei (5,2%), 787 țigani (1,8%) ș.a. Sub aspect confesional populația era alcătuită din 11.422 reformați (26,4%), 10.096 ortodocși (23,3%), 9.926 greco-catolici (22,9%), 8.840 romano-catolici (20,4%), 2.360 mozaici (5,4%) ș.a.

## Materiale documentare

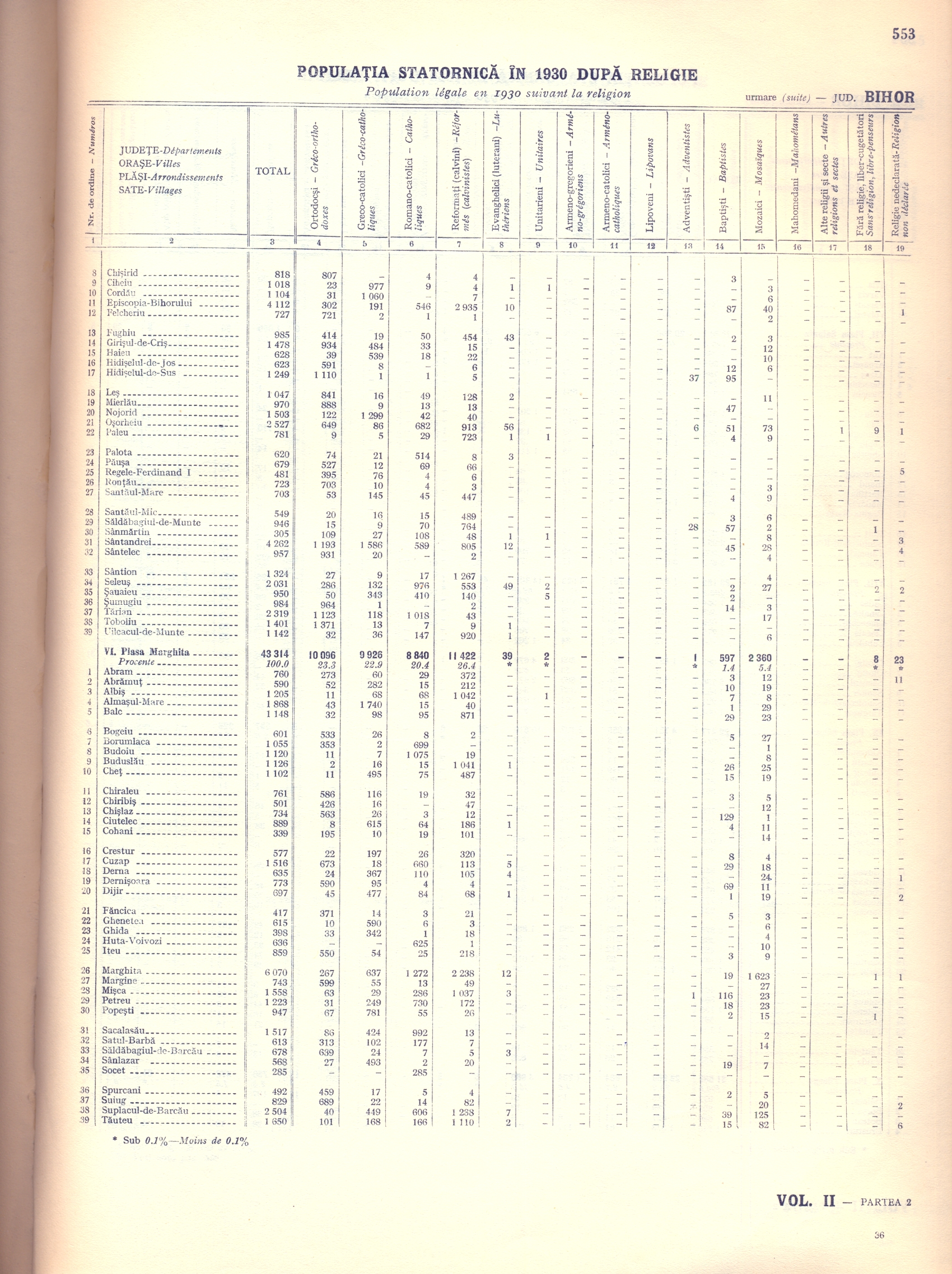
Date aferente plășii Marghita la recensământul din 1930
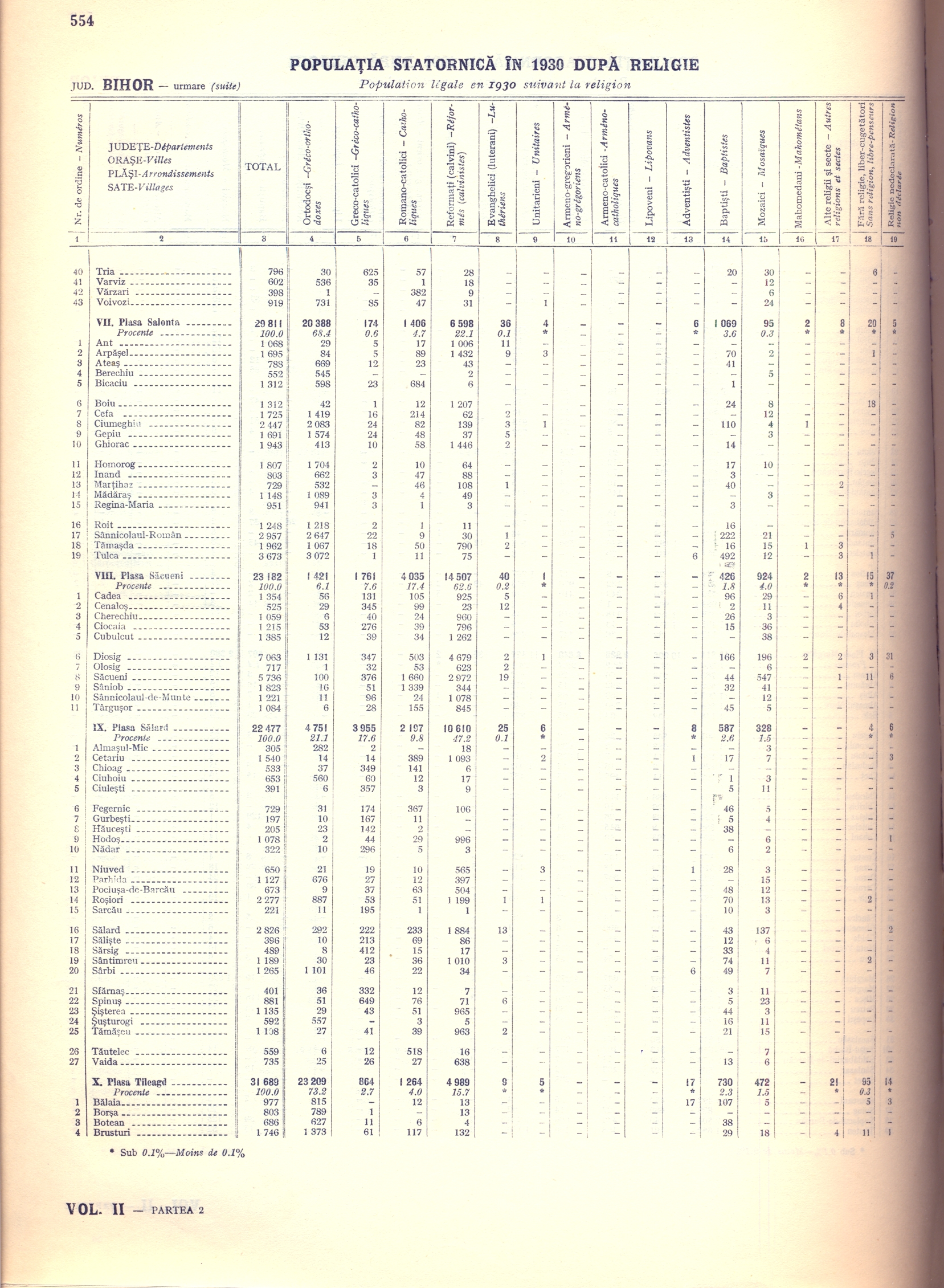
Date aferente plășii Marghita la recensământul din 1930 (continuare)

## Descriere
Plasa Marghita a funcționat între anii 1918 și 1950. Prin Legea nr. 5 din 6 septembrie 1950 au fost desființate județele și plășile din țară, pentru a fi înlocuite cu regiuni și raioane, unități administrative organizate după model sovietic.